# Tanjung Rancing
Tanjung Rancing is een bestuurslaag in het regentschap Ogan Komering Ilir van de provincie Zuid-Sumatra, Indonesië. Tanjung Rancing telt 2575 inwoners (volkstelling 2010).